# Abacetus foveifrons
Abacetus foveifrons là một loài bọ chân chạy thuộc phân họ Pterostichinae. Loài này được Henry Walter Bates mô tả lần đầu năm 1892.